# 21289 Giacomel
21289 Giacomel este un asteroid din centura principală de asteroizi.

## Descriere
21289 Giacomel este un asteroid din centura principală de asteroizi. A fost descoperit pe 3 noiembrie 1996 la Sormano de Francesco Manca și Valter Giuliani. Asteroidul prezintă o orbită caracterizată de o semiaxă mare de 2,31 ua, o excentricitate de 0,07 și o înclinație de 5,9° în raport cu ecliptica.